# Hrčeľ
Hrčeľ (v minulosti Gerco, v letech 1945 až 1948 Gerčeľ,  maďarsky Gercsely, Gércsely)
je obec na Slovensku. Nachází se v okrese Trebišov v Košickém kraji. První písemná zmínka o obci se vztahuje ke zdejší farnosti a pochází z let 1331–1337.

## Symboly obce
Podle heraldického rejstříku má obec následující symboly, které byly přijaty 26. září 1998. Na znaku je motiv podle otisku pečetidla z roku 1786.

### Znak
V modrém štítě po stříbrných kamenech kráčející zlatá srnka, nad ní letící zlatý bažant.

### Vlajka
Vlajka má podobu tří podélných pruhů žlutého, modrého, bílého v poměru 3:2:3. Vlajka má poměr stran 2:3 a ukončena je třemi cípy, tj. dvěma zástřihy, sahajícími do třetiny jejího listu.